# 裏辻季福
裏辻季福（うらつじ すえとみ、慶長10年（1605年） - 正保元年（1644年）9月2日）は、江戸時代前期の公卿。
正親町季秀の子で、裏辻家の始祖。

## 官歴
- 元和6年（1620年）：侍従
- 元和9年（1623年）：従五位上
- 寛永3年（1626年）：左少将
- 寛永4年（1627年）：正五位下
- 寛永8年（1631年）：従四位下
- 寛永9年（1632年）：左中将
- 寛永12年（1635年）：従四位上
- 寛永17年（1640年）：正四位下
- 寛永20年（1643年）：従三位、参議

## 系譜
- 父：正親町季秀
- 兄：正親町季康
- 兄：正親町季俊
- 弟：持明院基久
- 養子：裏辻実景（万里小路綱房の子）